# Ed y Lorraine Warren
Ed y Lorraine Warren fueron una pareja de investigadores estadounidenses de fenómenos paranormales.
Ed Warren (7 de septiembre de 1926 - 23 de agosto de 2006) fue un demonólogo y autor de varios libros. 
Lorraine Warren (31 de enero de 1927 - 18 de abril de 2019) fue una médium y clarividente y junto con su esposo eran dueños del Museo del Ocultismo que se encuentra en Connecticut.
En 1952, los Warren fundaron la Sociedad de Investigación Psíquica de Nueva Inglaterra (NESPR), el grupo de caza de fantasmas más antiguo de Nueva Inglaterra.

## Biografías
Lorraine Rita Moran, conocida como Lorraine Warren, nació el 31 de enero de 1927 en Bridgeport, Connecticut. Fue educada en un colegio católico de niñas, en donde, según una entrevista realizada en 2013, tuvo su primera experiencia cercana con lo paranormal, ya que en el año 1933, a la edad de 7 años, comenzó a ver luces alrededor de las personas. Sin embargo, ella no sabía qué eran esas luces o cuál era su significado. 

“Recuerdo que una vez le dije a una monja de mi colegio: tus luces son más brillantes que las de la madre superiora”. Ella contestó: “¿Qué luces?”

 Inmediatamente la mandó como castigo a rezar, pensando que estaba mintiendo. Fue en ese momento cuando Lorraine comprendió que ella ve el “aura” de las personas era un don que solo ella tenía. Nadie de su familia o amigos le creían, así que por mucho tiempo tuvo que guardar el secreto de las cosas que veía y presentía, hasta que conoció a su esposo Ed Warren. Murió el 18 de abril de 2019 (fecha que ese año coincidió con la festividad de Viernes Santo del Cristianismo) a los 92 años de edad, en Bridgeport, Connecticut. 
Edward Warren Miney nació el 7 de septiembre de 1926 igualmente en Bridgeport, Connecticut. A diferencia de Lorraine, Ed comenzó a vivir experiencias paranormales entre los 5 y 12 años de edad. Entre las 2 o 3 de la mañana, cuando todos dormían, sucedieron una serie de hechos inexplicables. Ed narró en una entrevista de Secrets of the Supernatural que las puertas de su armario se abrían por sí solas, a los pocos segundos salían de él unas luces flotantes con rostros que lo miraban fijamente. 

“El rostro que veía más a menudo era el de una anciana enojada, de pronto la habitación se enfriaba al punto de congelarme, se escuchaban pisadas y susurros, a los pocos minutos ya estaba durmiendo en la cama de mis padres. Crecí sin saber qué era aquello”.

 Desde ese momento, Ed decidió que a lo largo de su vida investigaría la razón de dichos fenómenos. Murió el 23 de agosto de 2006 a los 79 años, en Monroe, Connecticut, Estados Unidos.

## Inicio
Se conocieron a la edad de 16 años en el teatro colonial de Bridgeport, lugar en donde Ed trabajaba y Lorraine frecuentaba con su madre. Comenzaron a desarrollar una gran amistad. 
Poco tiempo después, Ed tuvo que entrar en la Armada por motivo de la Segunda Guerra Mundial. Durante este periodo, Ed sobrevivió al hundimiento de su barco, por lo que le otorgaron 30 días de descanso. De vuelta en Connecticut, Ed y Lorraine se casaron. Sin embargo, Ed tuvo que regresar a la guerra, de la cual salió ileso y, a su regreso, Lorraine ya había dado a luz a su única hija, llamada Judy. 
Ed, antes de ser demonólogo, se dedicaba a pintar, algo que desde siempre le gustó y en lo que tenía talento. Pintaba especialmente cuadros de casas que ellos escuchaban que estaban "encantadas". Iban hasta el lugar y se sentaban en la orilla para poder tener una vista panorámica. Fue ahí cuando Lorraine empezó a desarrollar más su don: podía ver si la casa realmente estaba encantada o no, también podía ver qué es lo que había pasado y si eran fantasmas o algún ente demoníaco.
Con el paso del tiempo, Lorraine se fue acercando a los dueños de las casas, que seguramente se preguntaban qué hacían dos extraños sentados observando su casa. Ella les pedía que compraran el cuadro que Ed había pintado, el cual normalmente estaba pintado con fantasmas e identidades a su alrededor. Las personas aceptaban comprar el cuadro con la condición de que los Warren entraran a investigar los sucesos que atormentaban a la familia. 
Conforme pasaba el tiempo, Ed y Lorraine fueron obteniendo más y más reconocimiento, fundando así en el año de 1952 la Sociedad para la Investigación Psíquica de Nueva Inglaterra (New England Society for Psychic Research, NESPR). Esta fundación fue la primera en dedicarse a la investigación de sucesos paranormales.
Se aventuraron tanto que llegaron a la "Rectoría de Borley", lugar situado en Essex, que cuenta con la fama de ser "la casa más endemoniada de Inglaterra". A pesar de esto, los Warren no cobraban por sus investigaciones, sino que solo recibían ingresos a través de los cuadros que Ed aún se dedicaba a vender. Al poco tiempo de estar ayudando a las personas e investigando casos paranormales de forma profesional, Lorraine fue identificada como clarividente y médium. Por su lado, Ed es considerado el único demonólogo que fue reconocido por la Iglesia católica, ya que trabajó con otros siete demonólogos que eran todos sacerdotes excepto él.

## Sociedad de Nueva Inglaterra para la Investigación Psíquica
Fundada en 1952, es una sociedad que solo se dedicaba a investigar fenómenos paranormales. Sin embargo, con el paso del tiempo, los Warren se dieron cuenta de que querían ayudar a las personas desde la raíz, y que no podían limitarse a explicar qué había sucedido. Para ello, ambos necesitaban obtener el conocimiento necesario para lidiar con los diferentes entes. Ed comenzó a entrevistar a varios miembros del clero, preguntándoles sobre la reacción que tendrían si alguien les llama y dice que su casa está embrujada. Para su sorpresa, varios de ellos respondieron que los mandarían a un psiquiatra e incluso otros ni siquiera creían en el diablo.
El trabajo de la N.E.S.P.R (New England Society for Psychic Research) se basa en la religión, pero también utiliza la ciencia.[cita requerida] A todas las personas que creían que Ed y Lorraine eran una farsa, Ed les contestaba que tenían de su lado la parte científica de la investigación, juntos hablaban y llegaban a una conclusión del caso: 

“Nadie puede engañarnos diciéndonos que una casa está encantada y salirse con la suya, porque yo soy el mayor escéptico. Tengo que verlo, tengo que escucharlo y tengo que sentirlo con los sentidos físicos”. –Ed Warren.

Los médicos, investigadores, policías, enfermeras, estudiantes y la sociedad en general son las personas que ofrecen voluntariamente ser parte de la fundación. El N.E.S.P.R no cobra por sus servicios y solo pide ayuda económica para cubrir ciertos gastos.

## Carrera

### Libros
Fueron autores y colaboradores de varios libros asociados a casos ocurridos en casas encantadas, incluyendo: Deliver Us From Evil, The Amityville Horror, The Demologist, The Devil in Connecticut, In A Dark Place y True Haunting of Borley Rectory.
- Cazadores de fantasmas (Ghost Hunters): La verdadera historia de los demonólogos más famosos, escrito por Ed Warren (St. Martin's Press, 1980; en español, Ediciones Obelisco, 2019).
- La casa embrujada (The Haunted): La verdadera historia de la pesadilla de una familia, escrito por Robert Curran y Jack Smurl, en colaboración con Ed y Lorraine Warren (1988; en español, Ediciones Obelisco, 2020)
- Werewolf: La verdadera historia de una posesión satánica, escrito por Ed Warren (St Martin, 1991)
- El cementerio (Graveyard), en colaboración con Robert David Chase (St. Martin, 1992; en español, Ediciones Obelisco, 2019).
- En la oscuridad (In a Dark Place), en colaboración con Carmen Reed, Al Snedeker y Ray Garton (1992; en español, Ediciones Obelisco, 2020).
- Ghost Tracks. Escrito por Cheryl A. Wicks (Author House, 2004)

### Programas de TV
Lorraine apareció en varios episodios de The Haunted, serie que fue realizada por 20th Century Fox, escrita por Robert Curran, Jack Smurl, Ed y Lorraine Warren.[cita requerida]
Lorraine también apareció en Paranormal State, en el papel de investigadora.[cita requerida]
Ambos aparecieron en The Scariest Places on Earth.[cita requerida]
En la película The Conjuring, Lorraine tiene una aparición en una de las escenas en donde los actores que interpretan a Ed y Lorraine están dando una conferencia de demonología.[cita requerida]

### Adaptaciones
En 2009, la película The Haunting in Connecticut se basó en las investigaciones de los Warren.
En 2012, Lorraine tuvo una participación importante en la investigación del Amityville Horror, pues gracias a su don pudieron descifrar la oscura historia detrás del espantoso hecho ocurrido en la casa. Posteriormente, se hizo una película basada en esto, The Amityville Asylum.
El 19 de julio de 2013, se estrenó la película The Conjuring, dirigida por James Wan y basada en supuestos hechos reales de las investigaciones de los Warren. Vera Farmiga interpretó a Lorraine Warren y Patrick Wilson a Ed Warren.

«Principalmente mi investigación se basó en el libro de no ficción The Demonologist. A pesar de su popularidad, encontré que el libro era difícil de adquirir. Es diferente a cualquier libro que he leído. Es un libro sobre la teología mística. En él, se aprende cómo y por qué se producen fenómenos místicos. Me asustó  profundamente. El prefacio insiste en que no es peligroso leerlo y que el conocimiento es poder. Como sea. Sentía una sensación de terror cada vez que lo abría. Nunca lo leía en la santidad de mi casa. Solo podía leerlo en los vuelos, curiosamente. De alguna manera me sentía a salvo en un avión.»
Vera Farmiga

The Conjuring 2 fue estrenada en 2016, dirigida por James Wan. El guion es de Chad Hayes, Carey W. Hayes, Wan y David Leslie Johnson. Patrick Wilson y Vera Farmiga repiten sus papeles como los autores e investigadores de lo paranormal Ed y Lorraine Warren de la primera película.
Además han participado en las películas Annabelle Comes Home y La Monja.
En 2021 se estrenó The Conjuring 3, nuevamente protagonizada por Vera Farmiga y Patrick Wilson.

## Investigaciones más notables

### La muñeca Annabelle
De acuerdo con los Warren, en 1968, dos compañeras de piso, que eran enfermeras, alegaban que una muñeca Raggedy Ann estaba poseída por el espíritu de una joven niña llamada Annabelle Higgins. Llamaron a los Warren explicándoles que ésta se movía por la habitación. Los Warren les explicaron que la muñeca no estaba poseída por ningún espíritu, sino por un ente demoníaco, ya que los espíritus no tienen el poder de poseer objetos. Además les dijeron que la muñeca solo fue utilizada como un conducto o medio, ya que los demonios no poseen cosas, sino personas, así que realmente el demonio quería poseer a las enfermeras. Actualmente la muñeca forma parte del «Museo de Ocultismo» de la familia Warren. Sobre este caso se encuentra basada la película de 2014 Annabelle, dirigida por John R. Leonetti.

### La familia Perron
En 1971, los Warren afirmaron que en Harrisville, Rhode Island, el hogar de la familia Perron estaba siendo acechado por una bruja llamada Bathsheba, que vivió allí a principios del siglo XIX. De acuerdo con los Warren, Bathsheba Sherman maldijo la tierra cuando su esposo la encontró frente a la chimenea sacrificando a su hijo, declarando su amor por Satanás (posteriormente se suicidó) para que cualquiera que viviera allí muriera de alguna forma. Esta historia es el tema de la película del 2013 The Conjuring. Lorraine Warren era una consultora de la producción y apareció en un cameo de la película. Un reportero de USA Today cubrió algunos aspectos de la película.
La actual propietaria del terreno hizo su propia averiguación con investigadores privados, con quienes ha trabajado para refutar las historias de brujería y muertes trágicas en esa casa.

### Terror en Amityville
Los Warren son probablemente más conocidos por su relación con el caso de 1976 conocido como Terror en Amityville, en el cual un matrimonio de Nueva York, George y Kathy Lutz, afirmaban que su casa estaba siendo atormentada por una presencia violenta y demoníaca tan intensa que finalmente los obligó a abandonarla. De acuerdo a los expedientes de los Warren, en la casa Ronald DeFeo asesinó a toda su familia. Sin embargo, al declararle culpable, dijo que unas voces lo obligaron a hacerlo. Por esta y varias razones se cree que el caso fue una farsa para los Warren. Los autores de The Amityville Horror Conspiracy, Stephen y Roxanne Kaplan, personalizaron el caso como un bulo. Lorraine Warren declaró al The Express-Times que 'The Amityville Horror' no era un engaño. Este tema fue base para el libro de 1977 The Amityville Horror y las películas de 1979 y 2005 del mismo nombre. Este caso también aparece en los inicios de la película The Conjuring 2.

### El poltergeist de Enfield
A finales de 1977, los Warren investigaron el caso de un poltergeist en Enfield, al norte de Londres, el cual afectó principalmente a una niña de 11 años de edad, Janet, la cual estaba siendo usada por un ente. El caso sufrió varias complicaciones debido a la incredibilidad de las pruebas. La historia fue la inspiración para la película The Conjuring 2.

### Obligado por el demonio
En 1981, Arne Johnson fue acusado de asesinar a su casero, Alan Bono. Ed y Lorraine Warren fueron llamados antes del homicidio para lidiar con la posesión del hermano menor de la prometida de Johnson. Los Warren afirmaron después que Johnson también estaba poseído. Durante el juicio, Johnson intentó librarse de la culpabilidad alegando una 
posesión demoníaca, pero este argumento no fue aceptado en la corte. El caso fue descrito en el libro de 1983 titulado The Devil in Connecticut, escrito por Gerald Brittle. La historia fue la inspiración para la película The Conjuring 3.

### La aparición de Connecticut
En 1986, Ed y Lorraine Warren anunciaron que The Snedeker House, una casa funeraria, estaba infectada con demonios. El caso fue cubierto en el libro de 1992 de Ed y Lorraine Warren En la oscuridad (In a Dark Place: The Story of a True Haunting), que narra el supuesto tormento al que fueron sometidos los miembros de la familia Snedeker tras mudarse a la casa, anteriormente una funeraria. Una película de TV luego fue parte de la serie de Discovery Channel A Haunting, producida en 2002. Una película pobremente basada en estos eventos, dirigida por Peter Cornwell, fue lanzada en el año 2009.

### La familia Smurl
Jack y Janet Smurl, residentes en Pensilvania, reportaron que su casa era acechada por numerosos fenómenos paranormales, incluyendo sonidos, olores y apariciones. Los Warren se involucraron en el caso y declararon que la casa estaba ocupada por tres espíritus menores y también por un demonio que aparentemente abusó sexualmente de Jack y Janet Smurl. Este caso fue motivo de un libro de bolsillo en 1986, The Haunted, y una película para televisión homónima, dirigida por Robert Mandel.

### Hombre lobo
En 1991, el libro de los Warren Werewolf: The True Story of Demonic Possession fue publicado, en el cual aseguran haber exorcizado un demonio hombre-lobo. Bill Ramsey había mordido a un gran número de personas en repetidas ocasiones creyendo que era un hombre lobo. Aunque no hubo fotos o vídeos que comprobaran que Bill estaba poseído por un ente demoníaco, el caso dio mucho de que hablar.

### Cementerio Union
El libro de Ed y Lorraine Warren El cementerio (St Martin's Press, 1992; en español, Ediciones Obelisco, 2019) describe las apariciones de un fantasma femenino en el Cementerio Union en Easton, Connecticut, conocido popularmente como La Dama Blanca. En el texto, Ed Warren aseguraba haber capturado este suceso en una cinta. Sin embargo, el caso no fue tan documentado, ya que no se dio a conocer la cinta por decisión de los Warren.

## Museo de ocultismo
Único en su tipo, el Museo del Ocultismo contiene todos los objetos que han sido investigados por los Warren; objetos que fueron utilizados para magia negra o tendrían vínculo con alguna entidad demoníaca. El objeto más conocido es la muñeca Annabelle. Para mantener todo en calma, un sacerdote va a bendecir el lugar con agua bendita tres veces por semana.[cita requerida]